# Vincent Lundberg
Dan Vincent Lundberg, född 13 april 1816 på Sjögård i Stora Åby socken, Östergötlands län, död 11 augusti 1891 på Bellevue vid Stockholm, var en svensk läkare och kirurg.
Vincent Lundberg var son till jägmästaren Per Ludvig Lundberg. Efter studier vid Linköpings läroverk skrevs han in 1834 vid Uppsala universitet och avlade 1836 en mediko-filosofisk examen där. Lundberg var 1837 underläkare vid Allmänna garnisonssjukhuset, blev samma år stipendiat vid fältläkarkåren och 1838–1840 amanuens vid Nosoconium academicum. Han blev 1839 medicine kandidat och 1840 pensionär vid fältläkarkåren, medicine licentiat 1841 och senare samma år medicine doktor vid Uppsala universitet. Lundberg blev 1841 kirurgie magister och avlade samma år ämbetsprovet som kirurg.
Han arbetade 1842–1845 som sjukhusläkare vid Allmänna garnisonssjukhuset, och var 1846–1848 extraordinarie kirurgie adjunkt vid Karolinska institutet och 1846–1849 biträdande överkirurg vid Serafimerlasarettet. Lundberg var 1847–1861 läkare vid Stockholms länscellfängelse, tillförordnad professor i kirurgi vid Karolinska institutet under perioder 1847, 1848 och 1849 samt biträdande läkare vid Styrelsen över rikets fängelser och arbetsinrättningar 1849–1867. Lundberg var även ledamot av lantförsvarskommittén vid behandling av ärenden rörande arméns sjukvård 1861–1863.
Lundberg blev 1855 kunglig livmedikus med tjänstgöring hos kronprins Karl och efter dennes trontillträde förste tjänstgörande livmedikus. I denna roll följde han Karl XV på en mängd resor inom och utom Sverige och även på den sista till Aachen 1872. Dessutom besökte Lundberg för vetenskapliga ändamål flera gånger utlandet, som 1850 för att studera cellfängelserna i Schweiz och Baden samt bagnerna i Toulon, 1854 för att få reda på mer om det allmänna sjukvårdsväsendet i de främsta huvudstäderna i de tyska staterna, och 1857 för att bland annat besöka Albrecht von Graefes oftalmologiska klinik i Berlin.
Lundberg översatte Hufelands Enchiridion medicum eller handledning uti läkarkonstens utöfning samt författade åtskilliga uppsatser i Hygiea med mera. Han var en stor donator till Svenska läkaresällskapet för bildandet av en pensionsfond för änkor och oförsörjda barn efter legitimerade svenska läkare och till åtskilliga stiftelser. Vincent Lundberg är begravd på Solna kyrkogård.